# Howe, Oklahoma
Howe är en ort i Le Flore County i delstaten Oklahoma, USA.